# Prvenstvo Anglije 1891
Prvenstvo Anglije 1891 v tenisu.

## Moški posamično
Wilfred Baddeley :  Joshua Pim, 6-4 1-6 7-5 6-0

## Ženske posamično
Lottie Dod :  Blanche Bingley Hillyard, 6-2, 6-1

## Moške dvojice
Wilfred Baddeley /  Herbert Baddeley :  Joshua Pim /  Frank Stoker, 6–1, 6–3, 1–6, 6–2